# کمپو دا لرنزو اسکای‌پارک
کمپو دا لرنزو اسکای‌پارک (به انگلیسی: Campo de Lorenzo Skypark) یک فرودگاه خصوصی با کد یاتا LZC است که یک باند فرود ماسه دارد و طول باند آن ۷۶۲ متر است. این فرودگاه در کشور مکزیک قرار دارد و در ارتفاع ۳ متری از سطح دریا واقع شده‌است.